# Aeroportul Qazvin
Aeroportul Qazvin (IATA: GZW, ICAO: OIIK) este un aeroport din Qazvin, Central District⁠(d), Qazvin County⁠(d), Provincia Qazvīn, Iran ce deservește zona Provincia Qazvīn. A fost deschis în anii 1970.
Situat la o altitudine de 1.275 m, aeroportul dispune de o singură pistă.